# هاكون بيدرسن
هاكون بيدرسن (بالنرويجية البوكمول: Håkon Pedersen)‏ هو متزلج سريع نرويجي، ولد في 9 أكتوبر 1906، وتوفي في 7 سبتمبر 1991.

## وصلات خارجية
- هاكون بيدرسن على موقع SpeedSkatingBase.eu (الإنجليزية)
- هاكون بيدرسن على موقع SpeedSkatingNews.info (الإنجليزية)
- هاكون بيدرسن على موقع SpeedSkatingStats.com (الإنجليزية)
- هاكون بيدرسن على موقع اللجنة الأولمبية الدولية (الإنجليزية)
- هاكون بيدرسن على موقع أوليمبيديا (الإنجليزية)